# Grasseiteles araneiphagus
Grasseiteles araneiphagus är en stekelart som först beskrevs av Narolsky 1992.  Grasseiteles araneiphagus ingår i släktet Grasseiteles och familjen brokparasitsteklar. Inga underarter finns listade i Catalogue of Life.